# Thierry Issiémou
Thierry Issiémou (Libreville, 1983. március 31. –) gaboni válogatott labdarúgó, 2012 óta a gaboni AC Bongoville játékosa.

## Góljai a gaboni válogatottban
| #  | Dátum            | Ellenfél | Eredmény | Kiírás       | Esemény |
| -- | ---------------- | -------- | -------- | ------------ | ------- |
| 1. | 2004. július 3.  | Angola   | 2 – 2    | Vb-selejtező | 45'     |
| 2. | 2004. október 9. | Nigéria  | 1 – 1    | Vb-selejtező | 30' 55' |

## Külső hivatkozások
- HLSZ.hu játékosprofil
- sporthirado.hu játékosprofil